# Lovászy Márton (politikus)
Lovászy Márton (Zenta, 1864. november 6. – Budakeszi, 1927. augusztus 21.) politikus, író, lapszerkesztő, újságíró, vallás- és közoktatásügyi, illetve külügyminiszter. Lovászy Márton író, újságíró apja.

## Élete
Jogi tanulmányokat folytatott Budapesten, 1895-ben végzett, majd Bács-Bodrog vármegye árvaszéki ülnöke, 1896-tól pedig a Magyarország című periodika felelős szerkesztője, később főszerkesztője volt. 1901-ben függetlenségi párti programmal országgyűlési képviselő lett, a monarchia politikája ellen harcolt. Az első világháború kirobbanásakor már háborúellenes álláspontot képviselt, 1917-ben lapjában üdvözölte az oroszországi forradalmat. Károlyi híveként az őszirózsás forradalom alatt a Magyar Nemzeti Tanács egyik vezetője lett, majd a Károlyi-kormány vallás- és közoktatásügyi minisztere. A forradalom továbbfejlesztését nem helyeselte, így az aktív politizálástól visszavonult, a kommün bukását követő időszakban  Ausztriában élt egy ideig, majd a Friedrich-kormány külügyminisztere lett. Később Jugoszláviába emigrált, mivel Horthy politikáját sem helyeselte, s 1921-ben Garami Ernővel szerkesztette a fehérterror rémtetteit leleplező Jövő című lapot. 1925-ben vádat emeltek ellene, a következő évben azonban azzal a kitétellel, hogy visszavonul a közélettől, hazaengedték. Rá egy évre meghalt.